# 何東
何東爵士，KBE，JP，KStJ（英語：Sir Robert Hotung (Bosman)，1862年12月22日—1956年4月26日），本名啟東，字曉生，生於香港，是個買辦、企業家和慈善家。他對香港經濟貢獻良多，亦間接協助推翻大清，不過其鴉片生意惹來不少學者反感。
何東初受教于传统漢文私塾，於1873年入中央書院（Central School，即皇仁書院前身）接受西式教育。1878年，何東以优异成绩畢業離校，任職于廣東海關。兩年後，轉入渣甸洋行（Jardine, Matheson & Co.），任華人部初級助理員。何東表現突出，一年后獲提升為買辦，逐步接管洋行旗下众多重要企业。在有了一定资本后，何东与胞弟成立合伙何东公司（Ho Tung & Co.），又推介各种血亲、婚亲担任商界要职，更投资众多公开企业，获委任为众多企业的主席、董事。除活跃于商界外，何东亦频频涉足政治。1898年，何东接济逃亡的康有为，居住于自家宅邸红行（Idlewild）。1923年，何东为平息中国内战，又奔走于中国各地，会见地方军阀。两年后，向英廷自荐出使中国，因中英关系恶化、省港大罷工被迫取消。1956年4月26日，因病于英属香港逝世，享年93歲。政商名流均表示哀悼，包括時任中华民国总统蔣中正、香港總督葛量洪。同年5月2日，何东葬于跑馬地基督教香港坟场。由於何東與周壽臣對早期香港的影響力巨大，他們兩人在20世紀50年代時被合稱為「香港大老」。

## 生平

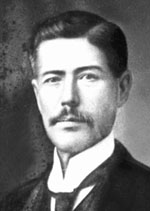
1916年時的何東

何東生父為猶太裔荷蘭人何仕文（荷蘭語：Charles Henri Maurice Bosman，1839年8月29日—1892年11月10日）。何仕文於1859年抵達香港從事“劳务输出”(買賣“豬仔”)，後擁有自己公司，何仕文公司（Bosman & Company）。因在香港生意难做，大约30岁时离开香港，于1873年在英国伦敦创办了"东方代理"（Eastern Agency）。何仕文离开后，何东母亲28岁的施娣则投靠儿子何甘棠的生父郭兴贤，嫁给他做四妾。1877年10月4日何仕文在旧金山与玛丽·艾格尼丝·福布斯（Mary Agnes Forbes）结婚，她也随之移居到了伦敦。岳父亚历山大·福布斯（Alexander Forbes）是英国人，是盎格鲁-加利福尼亚基金会旧金山委员会的主席。婚后玛丽·艾格尼丝·福布斯，为何仕文生下4子1女分别是Alexander Rudolph Forbes Bosman。Charles Henry Maurice (jr) Bosman, Irene Maud Bosman（女）, Bertram Stanley Bosman, Harold Ralph Forbes Bosman 何仕文在1888年入籍英國，1892年去世。何東生母為华人，名施娣，籍贯中國廣東寶安。，與何仕文認識後同居，生下何東，兩人並沒有結婚，在何仕文離開香港後，嫁给郭兴贤做妾侍的施娣在郭家生活一段时间后，带着两个与郭兴贤所生的女儿何瑞婷、何柏娟离开郭家。施娣与郭兴贤所生的最小的儿子，后来夭折的郭茂超留在郭家没有带走。包括何东在内的众儿女由母親撫養。
何東是第一代香港歐亞混血兒，受中國文化熏陶，以中國人自居，自認廣東寶安人。幼年入讀私塾，學習四書、三史、八股文，稍長接受西方教育，轉讀中央書院（今皇仁書院），1876年何东胞姐何柏颜在母亲的安排下，嫁给怡和香港首任买办蔡昇南做妾，1878年以優異成績畢業。畢業後隨即加入廣東海關，建立初步人際網絡及與西洋的國際貿易操作。1881年向海關辭職加入香港怡和洋行華人部任職初級助理員專責翻譯，因表現突出而獲迅速提升為買辦助理。在怡和任職僅兩年的1883年接替姐夫蔡昇南成為買辦，不久更獲委任為剛成立的「香港火燭保險公司」及「廣東保險公司」的總買辦。在任職買辦的同時，何東自資成立「何東公司」（Ho Tung & Company）從事食糖的買賣，而胞弟何福及何甘棠亦加入怡和成為買辦。1894年何東接任吳炳垣成為怡和洋行華總經理，於1900年以健康欠佳為由辭職，由其弟何福接任。
何東曾經以過繼子何世榮為代表，在香港獲得鴉片專利權，向大清輸出英國貨。
離開怡和後，何東全力發展自己的生意，除一般貿易外，還進軍航運及地產買賣。何東於1928年前後收購接辦經營出現困難的《工商日報》，注入資金及改革管理後，成功令《工商日報》走出困局。除香港外，何東在上海、青島、東北及澳門皆有大量投資。
1922年海員大罷工時期，在貿易及航運有切身利益的何東四出奔走調停，更私下承諾支付工人罷工期間的一半工資，工人在3月6日結束为期53日的大罷工。但據報何東其後並沒有兌現承諾，工人向「國際勞工會議」（International Labour Conference）投訴，事件最後不了了之。

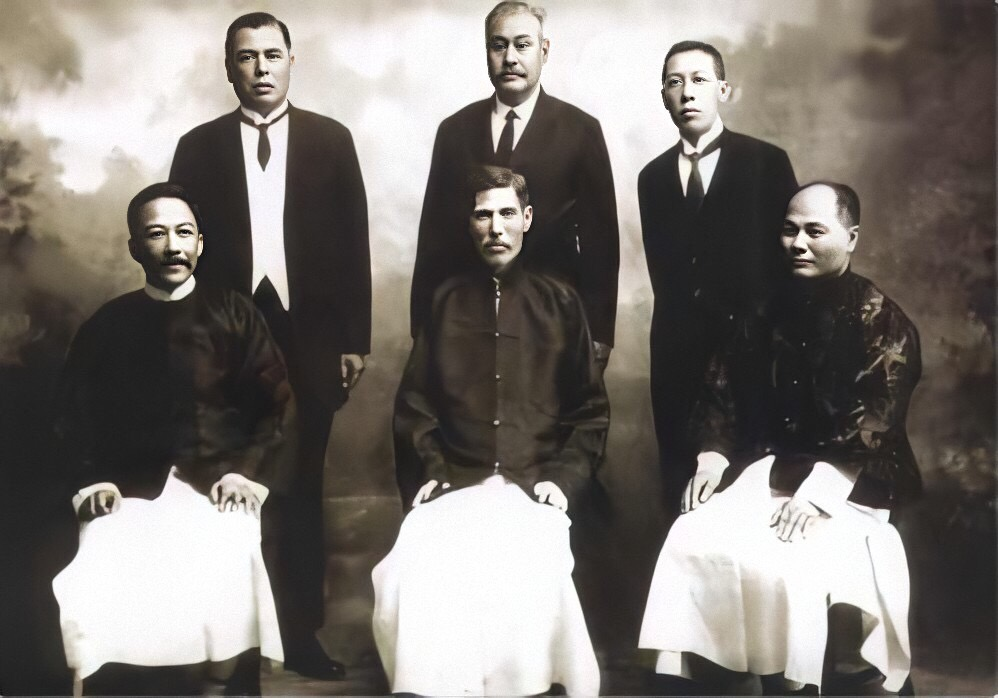
前排左起︰劉鑄伯、何東、何甘棠，後排左起︰何福、陳啟明、羅長肇。

1906年何東向香港總督會同行政局申請獲准在中環半山居住，成為自香港成為英國殖民地後，首位在太平山山頂居住的擁有中國血統的人士。
何東元配為麥秀英，平妻張蓮覺（原名張靜容，為麥秀英表妹）。另有妾侍周綺文，以及外婦朱春蘭，生庶子何佐芝。
何東甚中國化，原信釋、老。臨終前皈依基督新教，由施玉麒牧師施洗。逝世後與元配麥秀英合葬跑馬地香港墳場。臨終前以50萬港元設立信託慈善基金（何東爵士慈善基金），多年投資有方，已增值至近5億，所得利潤捐給慈善機構。

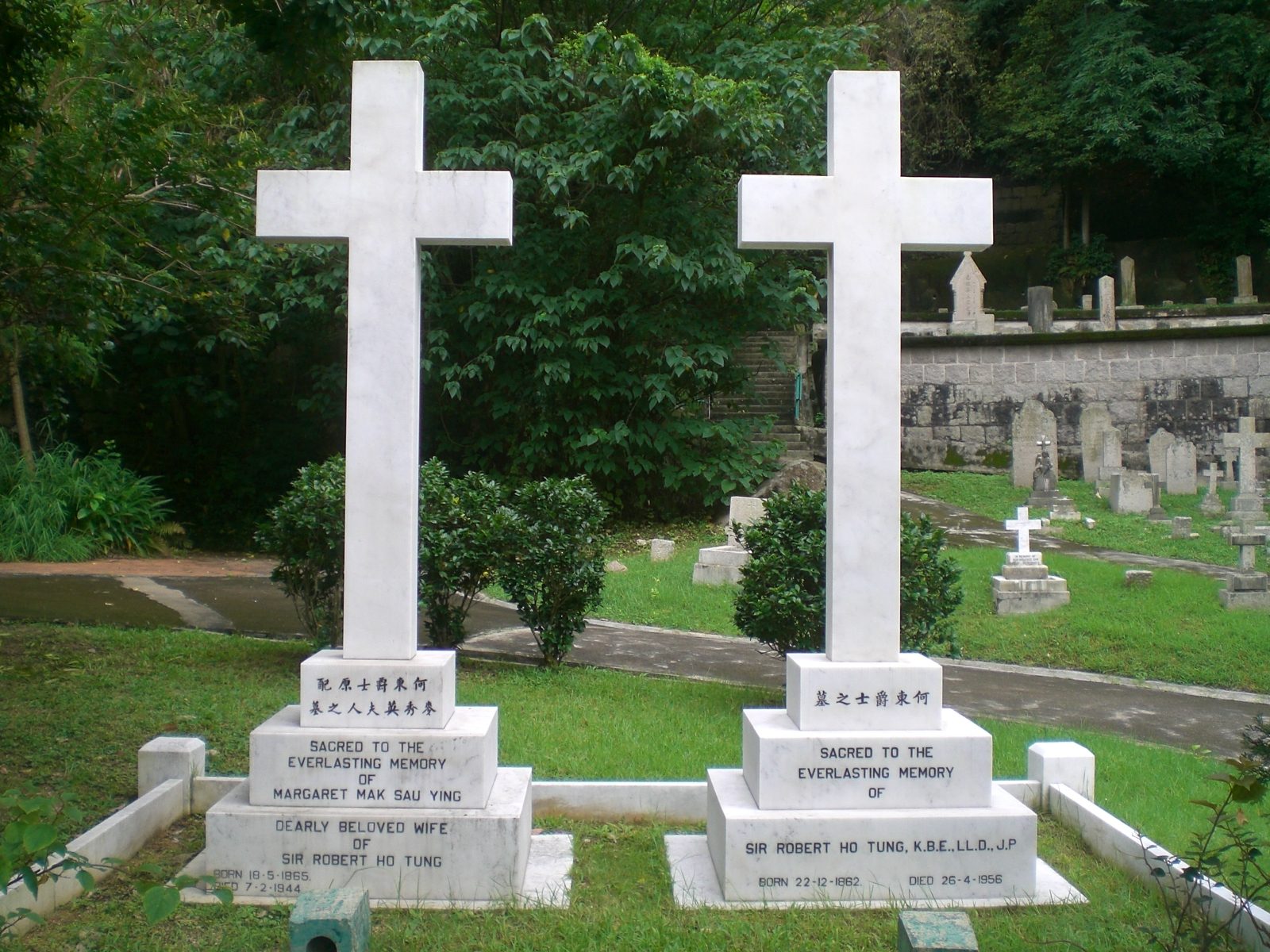
位於香港墳場何東夫婦之墓

## 個人榮譽
| 1899年 | 英屬香港 | 太平紳士                         |
| 1915年 | 英国     | 獲英皇喬治五世冊封為下級勳位爵士 |
| 1922年 | 中國     | 一等大綬嘉禾勋章                 |
| 1925年 | 英国     | 英京聖約翰救傷爵位獎章           |
| 1925年 | 葡萄牙   | 葡萄牙爵士勳章                   |
| 1930年 | 葡萄牙   | 葡萄牙高等爵士勳章               |
| 1932年 | 法國     | 榮譽軍團軍官級勳章               |
| 1932年 | 德国     | 德國國家一級紅十字會勳章         |
| 1933年 | 義大利   | 意大利爵位勳章                   |
| 1936年 | 阮朝安南 | 安南皇爵士勳章                   |
| 1955年 | 英国     | 大英帝國爵級司令勳章             |

## 家族

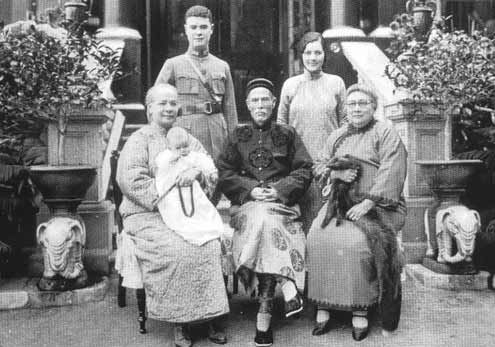
前排左起︰張靜蓉夫人，何東爵士，麥秀英夫人；後排︰何世禮及妻子洪奇芬

依據大排行，何東直系稱為何二宅，何東則為之取名為何昌遠堂。
- 元配： 麥秀英
  - 過繼子： 何世榮
- 平妻： 張靜蓉
  - 長女： 何錦姿（Victoria）
  - 長子： 何世勤（Henry）
  - 次女： 何慧姿（Daisy）
  - 次子： 何世儉（Edward）
  - 四女： 何嫻姿（Eva）
  - 五女： 何奇姿（Irene）
  - 三子： 何世禮（Robert）
  - 六女： 何文姿（Jean）
  - 七女： 何堯姿（Grace）
  - 八女： 何孝姿（Florence）
- 妾侍： 周綺文
  - 三女： 何純姿（Mary）
- 外婚婦： 朱春蘭
  - 私生子： 何世義（佐芝，George）

## 以其命名的事物
自己的名字

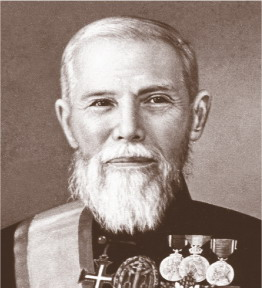

- 何東行：位於香港中環皇后大道中176號的樓宇，已拆卸。
- 何東樓：位於香港新界火炭的樓宇，已拆卸。
  - 何東樓村：以「何東樓」命名的村落，已拆卸。
  - 港鐵何東樓車廠：以「何東樓」命名的港鐵車廠。
- 何東花園（曉覺園）：位於香港山頂道75號的住宅，已拆卸。
- 何東道：位於香港九龍九龍塘的街道。
- 何東中學：位於香港銅鑼灣嘉寧徑1號及香港銅鑼灣東院道5號的中學。
- 金錢村何東學校：位於香港新界上水金錢村的小學。
- 何東堂：位於香港聖士提反女子中學的飯堂。
- 何東上海公館：位於上海市陕西北路457號的住宅。
- 何東圖書館：位於澳門崗頂前地的公共圖書館。
- 何東中葡小學︰位於澳門得勝馬路上、塔石廣場對面的官立小學。

夫人的名字
- 何東夫人醫局：位於香港上水古洞的診所，已停用。
- 何東夫人紀念堂：位於香港大學的舍堂。
- 何東夫人堂：位於香港中文大學的校舍。
- 寶覺小學：1931年，何東夫人張蓮覺居士於銅鑼灣波斯富街創辦「寶覺義學」，為貧苦失學的女童提供教育。
- 寶覺中學：1951年，跑馬地校舍擴建，加設中學部，命名「寶覺女子中學」。2000年港府批出調景嶺彩明苑土地建設「千禧校舍」供開辦一所男女生中學，命名「寶覺中學」。
- 元朗寶覺小學：首任校監羅文錦爵士夫人何錦姿秉承其母何張蓮覺居士辦學的遺志，有見當時新界鄉郊仍有不少孩童失學，因此於元朗洪水橋興辦寶覺分校，是元朗區首間佛教小學。

自己與夫人的名字
- 東英大廈：位於香港九龍尖沙咀彌敦道、加連威老道及加拿分道之間，已拆卸。
- 東英學圃：位於香港新界上水的農場。
- 東蓮覺苑：位於香港跑馬地的佛教場所，寶覺小學和寶覺中學的辦學團體。

## 延伸阅读
[在维基数据编辑]
 《海上名人傳·何東》，出自《海上名人傳》
 在维基共享资源阅览影像

## 外部連結
- 何鴻章個人網頁 （页面存档备份，存于）